# Bergem
Bergem (en luxemburgués: Biergem) és una vila de la comuna de Mondercange del districte de Luxemburg al cantó d'Esch-sur-Alzette. Està a uns 13,7 km de distància de la Ciutat de Luxemburg.